# また君に会える
「また君に会える」（またきみにあえる）は、2007年6月27日に発売されたケツメイシのメジャー15枚目・通算18枚目のシングル。

## 概要
前作「トレイン」から2ヶ月でリリース。初登場1位は逃したが、初動売上は前作「トレイン」を上回った。
蛯原友里主演の資生堂「ANESSA」CMソング。

## ミュージック・ビデオ
蛯原はこの曲のMVにも出演した。千葉県の御宿町（小波月海岸や中央海岸、中央海岸沿いの道路等）で撮影されたものと思われる。2004年の「君にBUMP」以来､ 久々にメンバーが多く登場､ 歌唱シーンが撮影された。

## 収録曲
全作詞・作曲：ケツメイシ
1. また君に会える
  - basic track,sound produce & strings arrange：NAOKI-T
2. ダンス
  - basic track,sound produce：NAOKI-T
3. サマーデイズ
  - basic track：大蔵・YANAGIMAN　sound produce：YANAGIMAN